# فيليشتا (ستروغا)
فيليشتا (Велешта) هي مدينة في محافظة ستروغا في جمهورية مقدونيا.
يبلغ عدد سكانها حوالي 9091 نسمة.